# Амалия Баварска
Амалия Мария Баварска (на немски: Amalie Maria Herzogin in Bayern; Amalie in Bayern; * 24 декември 1865, Мюнхен; † 26 май 1912, Щутгарт) от рода Вителсбахи, е херцогиня на Бавария и чрез женитба 2. херцогиня на Урах и графиня на Вюртемберг (4 юли 1892 – 26 май 1912).

## Биография
Тя е единствена дъщеря на херцог Карл Теодор Баварски (1839 – 1909) и първата му съпруга, първата му братовчедка София Мария Саксонска (1845 – 1867), дъщеря на крал Йохан Саксонски (1801 – 1873) и принцеса Амалия-Августа Баварска (1801 – 1877). Леля ѝ Елизабет (Сиси) (1837 – 1898) е съпруга на австрийския император Франц Йозеф I (1830 – 1916).
През 1874 г. баща ѝ Карл Теодор се жени втори път за инфантата Мария Жозе Португалска (1857 – 1943). Така Амалия е полусестра на Елизабет Габриела (1876 – 1965), омъжена 1900 г. за крал Алберт I от Белгия (1875 – 1934).
Амалия Баварска се омъжва на 4 юли 1892 г. в град Тегернзе на Тегернзе за херцог Вилхелм Карл фон Урах (* 3 март 1864, Монако; † 24 март 1928, Рапало), 2. херцог на Урах и граф на Вюртемберг, който 1918 г. е номиниран за крал Миндаугас II на Литва, единственият син на Вилхелм фон Урах (1810 – 1869), 1. херцог на Урах и граф на Вюртемберг, и втората му съпруга принцеса Флорестина Грималди от Монако (1833 – 1897).
Цял живот Амалия е приятелка с ерцхерцогиня Мария Валерия Австрийска (1868 – 1924).
Амалия умира на 26 май 1912 г. в Щутгарт на 46 години след раждането на деветото си дете. Вилхелм Карл фон Урах се жени втори път на 25 ноември 1924 г. в Мюнхен за принцеса Вилтруд Мария Алика Баварска (1884 – 1975), дъщеря на крал Лудвиг III Баварски (1845 – 1921).

## Деца
Амалия Баварска и херцог Вилхелм Карл фон Урах имат девет деца:
- Мария Габриела Карола Йозефа София Махилда (* 22 юни 1893, Щутгарт; † 19 март 1908, Щутгарт)
- Елизабет Флорентина Августа Мария Луиза (* 23 август 1894, дворец Лихтенщайн; † 13 октомври 1962, Фрауентал), омъжена в Тегернзе на 5 април 1921 г. за принц Карл фон и цу Лихтенщайн (* 16 септември 1878; † 20 юни 1955)
- Карола Хилда Елизабет Мария (* 6 юни 1896, Щутгарт; † 26 март 1980, Тюбинген-Лустнау), неомъжена
- Вилхелм (III) Алберт Карл Антон Паул Геро Мария (* 27 септември 1897, Щутгарт; † 8 август 1957, Мюнхен), княз на Урах, граф на Вюртемберг, отказва се, женен (морг.) в Щутгарт на 19 юни 1928 г. за Елизабет Тойрер (* 20 ноември 1899; † 20 юни 1988)
- Карл Геро Албрех Йозеф Вилхелм Антон Мария (* 19 август 1899, дворец Лихтенщайн; † 15 август 1981, Лихтенщайн), 3. херцог на Урах, граф на Вюртемберг, шеф на рода, женен в Цайл на 20 юни 1940 г. за графиня Габриела фон Валдбург-Цайл-Траухбург (* 26 април 1910; † 6 април 2005), дъщеря на княз Георг фон Валдбург-Цайл (1867 – 1918) и алтграфиня Мария Тереза фон Залм-Райфершайт-Райтц (1869 – 1930)
- Маргарета София Флорестина Мария Йозефа (* 4 септември 1901, Лихтенщайн; † 28 януари 1975, Тюбинген-Лустнау), неомъжена
- Албрехт Еберхард Карл Геро Мария (* 18 октомври 1903, Ханау; † 11 декември 1969, Щутгарт), княз на Урах, граф на Вюртемберг, женен I. в Осло на 1 юни 1931 г. (развод 1943) за Роземари Блакадер (* 20 януари 1901), II. в Берванг, Тирол на 8 септември 1943 г. (развод 1960) за Ута Валдшмидт (* 11 септември 1922; † 25 април 1984)
- Рупрехт Еберхард Вилхелм Геро Мария (* 24 януари 1907, Щутгарт; † 28 август 1969, Туцин), княз на Урах, граф на Вюртемберг, женен в Регенсбург на 20 май 1948 г. за принцеса Инига фон Турн и Таксис (* 25 август 1925)
- Мехтилд Мария Габриела Флорентина София Девота фон Урах графиня фон Вюртемберг (* 4 май 1912, Щутгарт; † 11 март 2001, Валденбург), омъжена на 12/24 май 1932 г. в Щутгарт за 8. княз Фридрих Карл III Лудвиг Филип Ернст Франц Йозеф фон Хоенлое-Валденбург-Шилингсфюрст (* 31 юли 1908, Валденбург; † 24 октомври 1982, Валденбург), син на 7. княз Фридрих Карл II фон Хоенлое-Валденбург-Шилингсфюрст (1846 – 1924) и княгиня Тереза фон Хонлое-Валденбург (1869 – 1927)